# Black Birders Week
Semana dos Pássaros Negros (em inglêsː Black Birders Week) é uma série de eventos que ocorre anualmente nos Estados Unidos, durante uma semana entre os meses de maio e junho, desde 2020. Foi criado para incentivar e apoiar observadores de aves, cientistas e naturalistas negros.

## História
Os eventos foram iniciados em 31 de maio de 2020, pela observadora de aves Corina Newsome, após assistir um vídeo, que ocorreu no Central Park no dia 25 de maio de 2020, onde uma mulher branca praticava ato de racismo contra o observador de aves Christian Cooper, após Cooper pedir à senhora que respeitasse as regras do parque e colocasse a coleira em seu cão. A senhora ligou para a polícia registrando um falso boletim de ocorrência e enfatizando por diversas vezes a raça de Cooper.
Newsome imobilizou mais de 30 cientistas negros e amigos para organizar o evento, que foi anunciado pelo Twitter no dia 29 de maio de 2020, e abriram uma conta específica para o evento, a Black AF in STEM. A primeira edição do evento ocorreu por cinco dias, abordando um tema diferente a cada dia e virtualmente por causa da pandemia do Covid-19.

No ano de 2022, na terceira edição do evento, organizações de ciências naturais se juntaram ao projeto, organizando diversos eventos ao ar livre e online, para dar destaque e apoio aos entusiastas da natureza e observadores de aves negros.